# Буддизм в Австралии

Население, связывающее себя с буддизмом, в процентах от общей численности населения местных самоуправлений Австралии по переписи 2011 г.

Население, связывающее себя с буддизмом, в процентах от общей численности населения микрорайонов Сиднея по переписи 2011 г.

Будди́зм в Австра́лии — немногочисленная религия. Согласно переписи 2006 г., буддистами себя называло 2,1 процента населения Австралии, или 418 749 чел. Эта религия достаточно быстро растёт в процентном отношении, увеличив число адептов на 79 процентов с 1996 по 2001 гг. Буддизм — вторая по численности религия в стране после христианства.
По результатам переписи 2011 г., численность связывающего себя с буддизмом населения возросла с 418 749 до 528 977 чел., или на 20,8 %, и составила 2,46 % населения Австралии.

## История
Первый документальный пример создания буддистского поселения в Австралии относится к 1858 г. Однако некоторые антропологи предполагают, что первые контакты с буддизмом имели место на сотни лет раньше; в книге «Знатные аборигены» А. П. Элкин указывает в качестве свидетельства, что якобы торговцы из Индонезии установили недолговременное присутствие буддизма и индуизма в районе современного Дампира. Элкин также нашёл связь между культурой аборигенов Австралии и такими буддистскими идеями, как реинкарнация. Он утверждал, что эта связь могла быть принесена посредством макассарских торговцев. Обсуждение вызвало и обнаружение в северной Австралии китайских реликвий, датируемых XV веком, хотя они могли попасть туда намного позже скорее в ходе торговли, чем при миссионерской деятельности.
В 1851 году. в Австралию в числе прочих участников золотой лихорадки прибыла первая крупная группа китайцев, большинство из которых недолго пробыли на материке лишь с целью заработка, а не массовой миграции. В 1856 г. в Саут-Мельбурне немонашеское объединение из Сэйяпа открыло храм. Этот храм также использовался даоистами, конфуцианцами, для различных культурных ритуалов и даже астрологических собраний. Однако ни одного священнослужителя так и не прибыло в Австралию из Китая, и храм со временем пришёл в упадок и закрылся к концу XX века.
Первой буддистской группой, прибывшей в Австралию, была труппа акробатов и жонглёров из Японии, совершавшая гастроли в 1867 г. Приток буддистов в течение последующего столетия был в основном связан с жемчугодобывающей промышленностью в северной Австралии: они прибывали на остров Терсди, а также в Брум_(город) и Дарвин.
Первые сингальские буддисты с Цейлона прибыли в 1870 г. для работы на тростниковых плантациях. Считается, что их община существовала на острове Терсди в 1876 г. В 1882 г. группа из 500 сингальцев выехала из Коломбо в Квинсленд, и в основном они осели в Маккае. Старейшими свидетелями появления буддизма в Австралии являются два дерева бодхи, посаженные на острове Терсди в 1890-е гг., хотя когда-то стоявший там храм не сохранился.
В течение XX века число буддистов постепенно уменьшалось из-за эмиграции и снизившейся иммиграции в силу политики «Белой Австралии».
В 1891 г. американский буддист Генри Стил Олкотт, сооснователь Теософского общества, прибыл в Австралию для участия в ряде лекций для повышения осведомлённости о буддизме в небольших кружках в основном высших слоёв общества. Одним из членов Теософского общества был будущий австралийский премьер-министр Альфред Дикин, который в 1890 г. провёл три месяца в Индии и Шри-Ланке и написал книгу о духовных вопросах, в том числе о буддизме.
Первый буддистский монах впервые прибыл в Австралию в 1910 году: это был Ю Сасана Дхаджа из Бирмы, урождённый Э. Г. Стивенсон из Ярмута. С тех пор континент посетило большое число священнослужителей, но первый случай поселения монаха в Австралии имел место в 1970-е гг. (переселенцем был почтенный Сомалока из Шри-Ланки).
Первое исключительно буддистское объединение «Буддистская учебная группа „Мельбурн“» было создано в Мельбурне в 1938 г. Леном Балленом, но оно распалось уже в ходе Второй мировой войны. В 1953 г. было создано Буддистское общество Виктории, а в 1956 г. — Буддистское общество Нового Южного Уэльса. С 1950-х по 1970-е гг. буддистские общества были светскими организациями, которые лишь занимались обсуждением буддизма.

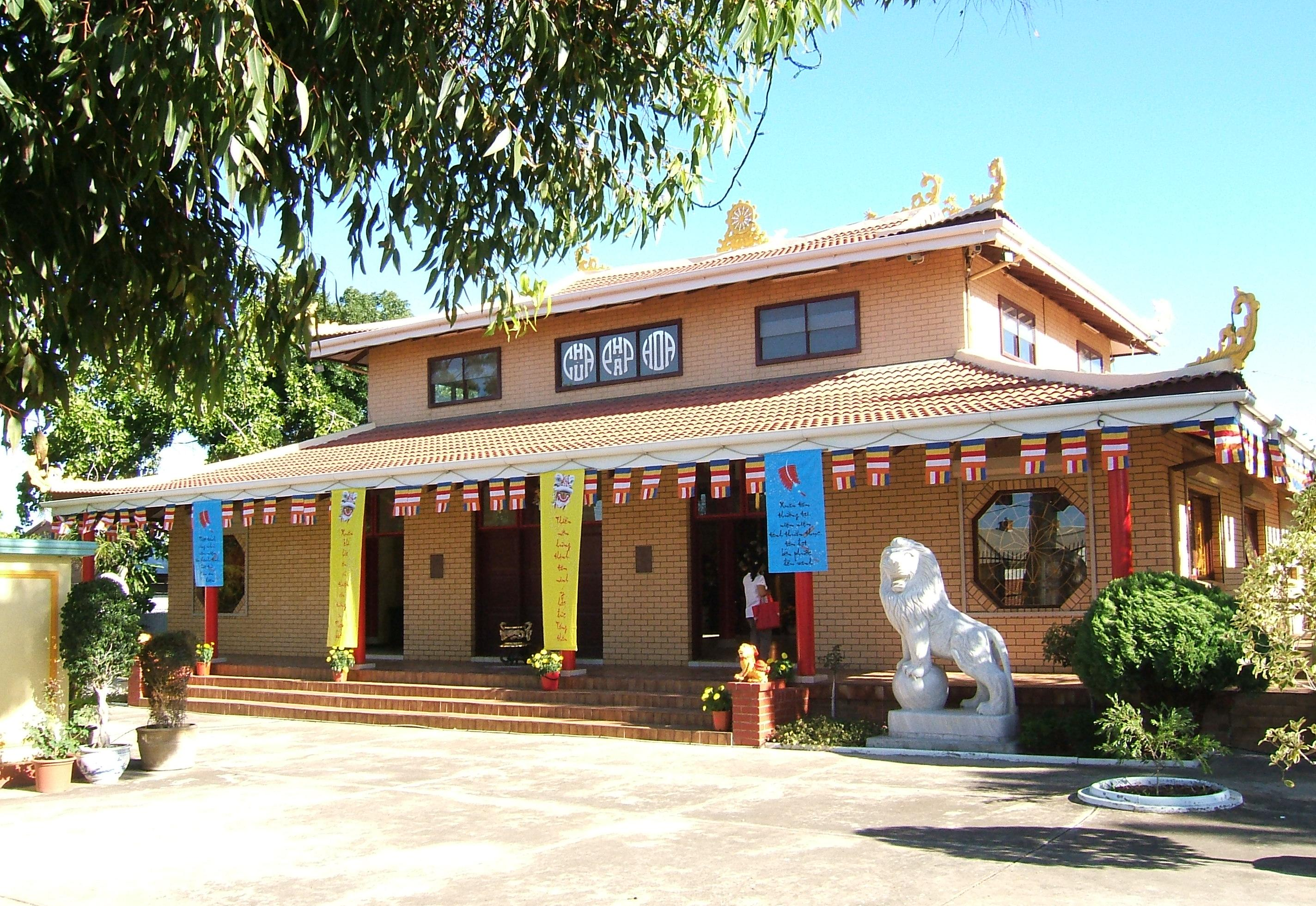
Храм Фап Хоа, вьетнамский буддистский храм в Аделаиде

В конце 1970-х гг. буддизм начал распространяться в основном из-за иммиграции из Юго-Восточной Азии вследствие войны во Вьетнаме, а также из-за распространения в западных странах тибетского буддизма такими лидерами, как лама Еше, который учреждал религиозные организации с постоянными монахами, и Согьял Ринпоче, основавший в 1980-х гг. организацию Ригпа. Распространение усилила дальнейшая иммиграция из Азии в последующие десятилетия.
В 2009 г. в Австралии четыре женщины впервые в Австралии получили посвящения бхикхуни в монахини тхеравады. Это произошло в Перте (Австралия) в монастыре Бодхиньяне. Настоятельница Ваяма с почтенными Ниродхой, Сери и Хасапанной были посвящены двойным ритуалом: в бхикхуни бхикху Сангхи и в бхикхуни в соответствии с Пали Виная.
Буддизм является самой быстрорастущей религией в Австралии, увеличив число сторонников на 79 процентов с 1996 по 2001 гг. Со времён переписи 1986 г. число адептов буддизма возросло к 2001 г. с 80 387 до 370 345 чел.